# Ophiomyia arizonensis
Ophiomyia arizonensis este o specie de muște din genul Ophiomyia, familia Agromyzidae, descrisă de Spencer în anul 1986.
Este endemică în Arizona. Conform Catalogue of Life specia Ophiomyia arizonensis nu are subspecii cunoscute.